# ピーター・ガブリエル (アルバム)
『ピーター・ガブリエル』（原題：Peter Gabriel）は、イングランドのプログレッシブ・ロック・バンドであるジェネシスを1975年に脱退したボーカリストのピーター・ガブリエルのソロ第1作である。アリス・クーパーの一連のアルバムやルー・リードの『ベルリン』（1973年）をプロデュースしたカナダ人のボブ・エズリンを迎えて1976年7月に制作が開始され、1977年に発表された。ジャケットはイギリスのデザイナー集団であるヒプノシスによる。
彼は本作に続けて同じ『Peter Gabriel』という題で、内容が異なるアルバムをさらに3作発表した。それらのアルバムと区別する為に、本作は『Peter Gabriel 1』、ジャケットにちなんで『Car』とも呼ばれる。
1974年に解散したキング・クリムゾンのロバート・フリップ（ギター）が参加している。彼はキング・クリムゾンを解散させてから半ば引退していたが、本作への参加をもって音楽活動を再開し、次作『ピーター・ガブリエル II』ではプロデューサーを務めた。

## 収録曲
特記なき楽曲の作詞・作曲はピーター・ガブリエル
サイド1
1. 「モリバンド・ザ・バーガーマイスター」 - "Moribund the Burgermeister" 4:20
2. 「ソルスベリー・ヒル」 - "Solsbury Hill" 4:21
3. 「モダン・ラヴ」 - "Modern Love" 3:38
4. 「エクスキューズ・ミー」 - "Excuse Me" (ガブリエル、マーティン・ホール) 3:20
5. 「ハムドラム」（旧邦題「うつろな日々」） - "Humdrum" 3:25

サイド2
1. 「スローバーン」 - "Slowburn" 4:36
2. 「ウェイティング・フォー・ザ・ビッグ・ワン」 - "Waiting for the Big One" 7:15
3. 「ダウン・ザ・ドルチェ・ヴィータ」 - "Down the Dolce Vita" 5:05
4. 「ヒア・カムズ・ザ・フラッド」（旧邦題「洪水」） - "Here Comes the Flood" 5:38

## パーソネル
- ピーター・ガブリエル - ボーカル、キーボード、フルート、リコーダー
- ロバート・フリップ - エレクトリックギター、クラシックギター、バンジョー
- トニー・レヴィン - ベース、チューバ、バーバーショップ・カルテットのリーダー
- ジョゼフ・チロフスキー - キーボード
- ラリー・ファスト - シンセサイザー、プログラミング
- アラン・シュワルツバーグ - ドラム
- スティーヴ・ハンター - アコースティックギター (「ソルスベリー・ヒル」)、リード・ギター (「スローバーン」「ウェイティング・フォー・ザ・ビッグ・ワン」)、エレクトリックギター、リズム・ギター、ペダル・スティール
- ディック・ワグナー - バック・ボーカル、ギター (「ヒア・カムズ・ザ・フラッド」)
- ジミー・マーレン - パーカッション、シンシバム、ボーンズ
- ロンドン交響楽団 - オーケストレーション (「ダウン・ザ・ドルチェ・ヴィータ」「ヒア・カムズ・ザ・フラッド」)
- マイケル・ギブス - オーケストラ・アレンジ

## チャート
| チャート（1977年）               | 最高順位 |
| -------------------------------- | -------- |
| アメリカ（Billboard 200）        | 38       |
| イギリス（全英アルバムチャート） | 7        |